# I Greens in città, il film - Vacanza nello spazio
I Greens in città, il film - Vacanza nello spazio (Big City Greens the Movie: Spacecation) è un film del 2024 diretto da Anna O'Brian.

## Trama
Cricket Green cerca di rimediare ad un errore che ha rovinato la vacanza della sua famiglia portandoli con l'inganno in gita nello spazio.

## Distribuzione
Il film è stato distribuito in streaming sulla piattaforma Disney+ negli Stati Uniti d'America il 6 giugno 2024 e il 18 luglio 2025 in Italia.